# István Bergendy
István Bergendy (ur. 8 października 1939 w Szolnoku, zm. 14 grudnia 2020 w Budapeszcie) – węgierski muzyk, kompozytor, wokalista, saksofonista, autor piosenek, lider zespołu Bergendy, brat Pétera Bergendyego.

## Życiorys
Maturę zdał w 1958 r. w Liceum Ferenca Verseghyego (Verseghy Ferenc Gimnázium) w Szolnoku. W latach 1958–1961 studiował na Uniwersytecie Techniczno-Ekonomicznym w Budapeszcie na wydziale inżynierii samochodowej. Jego pierwszym instrumentem był akordeon. W latach 1961–1964 w budapeszteńskim Konserwatorium Béli Bartóka (Bartók Béla Konzervatórium) uczył się grać na klarnecie w klasie Ferenca Meizla. W latach 50. XX w. grał w piłkę wodną w zespole Szolnoki Dózsa.
Występował Orkiestrze Symfonicznej Politechniki (Műegyetem Szimfonikus Zenekar), w big bandzie Tóth Zoltán, w młodzieżowym zespole jazzowym Uniwersytetu Korwina w Budapeszcie. W 1958 r. raz z bratem Péterem Bergendym utworzyli w klubie Uniwersytetu Korwina (wtedy Uniwersytetu Karola Marxa) zespół Bergendy. W 1963 r. zespół wystąpił w Polsce na festiwalu jazzowym.
Od stycznia 1967 do czerwca 1969 zespół odbył europejskie trasy koncertowe. Występował w Polsce, Szwajcarii (dwukrotnie), Niemczech Zachodnich i Danii.
Na początku lat 70. XX w. zmieniono skład zespołu. Chcąc odróżnić się od reszty muzyków, w dniu 5.06.1971 István Bergendy zgolił włosy i od tej pory był łysy.
Na początku lat 80. XX w. powstał zespół Bergendy Koncert-, Tánc-, Jazz- és Szalon Zenekar z 12 muzykami, który od 2009 r. zaczął funkcjonować w mniejszym składzie.
14 grudnia 2020 rodzina przekazała wiadomość o śmierci. Muzyk umarł z powodu powikłań po COVID-19.

## Życie prywatne
W 1966 r. ożenił się z Judit Váradi. Mieli dwójkę dzieci, syna Istvána (1971) i córkę Barbarę (1976).

## Dyskografia
Patrz: Bergendy

## Filmy

### Jako aktor
- Kémeri (1985)

### Jako kompozytor
- Süsü, a sárkány kalandjai (1976–1984)
- Futrinka utca (1980)
- Mentsük meg Bundert Boglárkától (1984)
- Lutra (1986)
- Már megint a 7.B! (1986)
- A világ legrosszabb gyereke (1987)
- Kártyaaffér hölgykörökben (1987)
- A napfény íze (1999)
- Süsüke, a sárkánygyerek (2001)
- Virágos kedvemért